# Aarhus Gymnastikforening
L'Aarhus Gymnastikforening, abbreviato in AGF, è una società polisportiva che ha sede ad Aarhus, in Danimarca, nota soprattutto per la sua sezione calcistica maschile, che milita nella Superligaen, la massima serie del calcio danese.
Fondato nel 1880, è uno dei club più antichi del Paese. Nella sua storia ha conquistato cinque titoli nazionali e nove Coppe di Danimarca.

## Storia
L'Aarhus Gymnastikforening, anche conosciuto come AGF Aarhus, viene fondato nel 1880, mentre nel 1902 viene aggiunta la sezione calcistica. Questa partecipa al campionato danese raggiungendo per tre volte la finale nazionale negli anni venti, ma venendo qui sconfitto da AB, Frem e KB.
L'AGF ottiene i primi successi negli anni cinquanta: guidato dall'ungherese Géza Toldi la squadra vince il primo titolo nella stagione 1954-1955, e si ripete nella stagione successiva; nella prima stagione ottiene un double. In virtù delle vittorie in campionato partecipa a due edizioni della Coppa dei Campioni, ma senza mai superare il primo turno. Il terzo titolo danese arriva nella stagione 1956-1957, sotto la guida di Peter Vesterbak, che conquista il secondo double. Nel turno preliminare della Coppa dei Campioni 1957-1958 l'AGF riesce ad eliminare i nord-irlandesi del Glenavon, ma deve interrompere il proprio cammino negli ottavi della manifestazione, dopo aver incontrato il Siviglia.
Gli anni sessanta si aprono con il quarto titolo e con il terzo double, sempre sotto la guida di Toldi nel frattempo tornato sulla panchina del club; l'AGF partecipa alla Coppa dei Campioni 1960-1961 e, dopo aver eliminato Legia Varsavia e Fredrikstad viene eliminato nei quarti dai futuri vincitori del Benfica. Nel resto del decennio la squadra conquista altre due coppe nazionali nel 1961 e nel 1965, ma retrocede al termine del campionato 1968.
Gli anni settanta non sono un buon periodo per l'AGF: la squadra li trascorre tra la prima e la seconda divisione. Un solo acuto nel campionato 1978, quando l'AGF si classifica al terzo posto, e può partecipare per la prima volta alla Coppa UEFA; il Bayern Monaco elimina però i danesi nei sedicesimi.
Gli anni ottanta si aprono con l'elezione di Lars Bastrup a calciatore danese dell'anno nel 1980; per il resto l'AGF conquista dei buoni piazzamenti in campionato, fino al 1986 quando, allenata da Jürgen Wähling, conquista il quinto titolo. I danesi raggiungono gli ottavi di finale nella successiva Coppa dei Campioni, ma vengono nuovamente eliminati dal Benfica. Prima della fine del decennio l'AGF vince altre due coppe nazionali nel 1987 e nel 1988. Grazie a quest'ultimo successo partecipa alla Coppa delle Coppe 1988-1989, e raggiunge i quarti di finale; viene qui eliminato dai futuri vincitori del trofeo, gli spagnoli del Barcellona.
Il club conquista negli anni novanta due coppe nazionali nel 1992 e nel 1996, arrivando ad essere la squadra più vincente nella manifestazione con nove trofei in totale; nella stagione 1995-1996 il club ottiene anche un buon secondo posto in Superliga.
Negli anni duemila l'AGF non riesce mai ad arrivare nelle prime posizioni in campionato, anzi si contano in questo periodo due retrocessioni in 1. Division, nella stagione 2005-2006 e in quella 2009-2010. I danesi tornano a disputare le competizioni europee nell'UEFA Europa League 2012-2013, ma vengono eliminati nel secondo turno preliminare dai georgiani del Dila Gori, che escono vincitori in entrambi gli incontri.

## Allenatori
Gli allenatori del club dal 1919 sono:
- A. G. Pettersson (1919–22)
- Mr. Brown (1922–24)
- Harald Hansen (1925–27)
- Alfred Rasmussen (1927–31)
- Fritz Molnar (1932–35)
- William von Würden (1936–37)
- Søren Jensen (1938–39)
- Knud Aage Andersen (1939–40)
- Gerhard Müller (1941–51)
- Peter Vesterbak (1952–54)
- Géza Toldi (1954–56)
- Peter Vesterbak (1956–58)
- Walther Pfeiffer (1959–60)
- Géza Toldi (1960–64)
- Henry From (1965–66)
- Erik Kuld Jensen (1967–68)
- Kaj Christensen (1969–73)
- Jimmy Strain (1974)
- Henry From (1974–75)
- Jørn Bjerregaard (1976)
- Erik Christensen (1977–79)
- Poul Erik Bech (1980–83)
- Jürgen Wähling (1984–86)
- Jens Harmsen (1986)
- Allan Hebo Larsen (1987–88)
- Jens Harmsen (1989)
- Ole Brandenborg (1990)
- Lars Lundkvist (1990–93)
- Peter Rudbæk (1993–00)
- Lars Lundkvist &
 Kent Nielsen (2000)
- Ove Christensen (2000–01)
- John Stampe (2001–02)
- Hans Petersen (2002)
- Poul Hansen (2002–03)
- Sören Åkeby (2004–05)
- Brian Steen Nielsen &
 Jesper Tollefsen (2005)
- Ove Pedersen (2006–08)
- Erik Rasmussen (2009–10)
- Peter Sørensen (2010–14)
- Jesper Fredberg (2014)
- Morten Wieghorst (2014–15)
- Glen Riddersholm (2015–2017)
- David Nielsen (2017–2022)
- Uwe Rosler (2022–2025)
- Jakob Pulsen (2025–)

## Calciatori
Capocannoniere campionato danese
Di seguito l'elenco dei Capocannoniere campionato danese che hanno militato nella AGF:
- Peter Graulund 2000-01 (Brøndby)
- Thomas Thorninger 1995-96 (AGF)
- Henning Enoksen 1958 (Vejle BK), 1962 (AGF), 1966 (AGF)
- Gunnar Kjeldberg 1955-56 (AGF)

Calciatore danese dell'anno
Di seguito l'elenco dei Calciatore danese dell'anno che hanno militato nella AGF:
- Lars Bastrup 1980 (AGF)

Calciatori campioni continentali
Campionato europeo
Di seguito l'elenco dei giocatori vincitori del campionato europeo di calcio che hanno militato nella AGF:
- Flemming Povlsen (Svezia 1992)
- John Sivebæk (Svezia 1992)
- Johnny Mølby (Svezia 1992)
- Kent Nielsen (Svezia 1992)
- Torben Piechnik (Svezia 1992)

FIFA Confederations Cup
Di seguito l'elenco dei giocatori vincitori della FIFA Confederations Cup che hanno militato nella AGF:
- Brian Steen Nielsen (FIFA Confederations Cup 1995)
- Carsten Hemmingsen (FIFA Confederations Cup 1995)
- Jacob Laursen (FIFA Confederations Cup 1995)
- Marc Rieper (FIFA Confederations Cup 1995)

CONCACAF Gold Cup
Di seguito l'elenco dei giocatori vincitori della CONCACAF Gold Cup che hanno militato nella AGF:
- Benny Feilhaber (CONCACAF Gold Cup 2007)

Giochi Olimpici
Di seguito l'elenco dei giocatori vincitori delle medaglie ai Giochi olimpici che hanno militato nella AGF:
- Erik Kuld Jensen  (la medaglia di bronzo Giochi Olimpici del 1948)
- Per Knudsen  (la medaglia di bronzo Giochi Olimpici del 1948)
- Hans Christian Nielsen  (la medaglia d'argento Giochi Olimpici del 1960)
- Henning Enoksen  (la medaglia d'argento Giochi Olimpici del 1960)
- Henry From  (la medaglia d'argento Giochi Olimpici del 1960)

## Palmarès

### Competizioni nazionali
- Campionato danese: 5

1954-1955, 1955-1956, 1956-1957, 1960, 1986
- Coppa di Danimarca: 9  (record)

1954-1955, 1956-1957, 1959-1960, 1960-1961, 1964-1965, 1986-1987, 1987-1988, 1991-1992, 1995-1996
- 1. Division: 3

1952-1953, 1971, 2010-2011

### Competizioni internazionali
- Coppa Intertoto: 3

1981, 1982, 1984

### Altri piazzamenti
- Campionato danese:

Secondo posto: 1964, 1982, 1984, 1995-1996
Terzo posto: 1948-1949, 1949-1950, 1950-1951, 1962, 1978, 1983, 1985, 1987, 1991, 1996-1997, 2019-2020, 2022-2023
- Coppa di Danimarca:

Finalista: 1959, 1990, 2015-2016, 2023-2024
Semifinalista: 2019-2020, 2020-2021
- Atlantic Cup: 1

Vincitore: 2017
- King's Cup:

Secondo posto: 1986

## Organico

### Rosa 2024-2025
Aggiornata al 25 agosto 2024.
| N. |                        | Ruolo | Calciatore        |
| -- | ---------------------- | ----- | ----------------- |
| 1  | Danimarca (bandiera)   | P     | Jesper Hansen     |
| 2  | Svezia (bandiera)      | C     | Felix Beijmo      |
| 3  | Paesi Bassi (bandiera) | D     | Mats Knoester     |
| 4  | Danimarca (bandiera)   | D     | Tobias Anker      |
| 5  | Danimarca (bandiera)   | D     | Frederik Tingager |
| 6  | Danimarca (bandiera)   | C     | Nicolai Poulsen   |
| 7  | Danimarca (bandiera)   | C     | Mads Emil Madsen  |
| 8  | Islanda (bandiera)     | C     | Mikael Anderson   |
| 9  | Danimarca (bandiera)   | A     | Patrick Mortensen |
| 10 | Norvegia (bandiera)    | A     | Sigurd Haugen     |
| 11 | Sudafrica (bandiera)   | A     | Gift Links        |
| 13 | Germania (bandiera)    | A     | Janni-Luca Serra  |
| 14 | Danimarca (bandiera)   | D     | Tobias Mølgaard   |
| 15 | Norvegia (bandiera)    | D     | Magnus Knudsen    |
| 16 | Inghilterra (bandiera) | C     | Max Power         |

| N. |                             | Ruolo | Calciatore             |
| -- | --------------------------- | ----- | ---------------------- |
| 17 | Svezia (bandiera)           | D     | Kevin Yakob            |
| 19 | Svezia (bandiera)           | D     | Eric Kahl              |
| 20 | Danimarca (bandiera)        | C     | Mikkel Duelund         |
| 21 | Danimarca (bandiera)        | C     | Peter Bjur             |
| 22 | Danimarca (bandiera)        | C     | Benjamin Hvidt         |
| 23 | Danimarca (bandiera)        | C     | Tobias Bach            |
| 24 | Australia (bandiera)        | C     | Zachary Duncan         |
| 26 | Danimarca (bandiera)        | D     | Jacob Andersen         |
| 27 | Germania (bandiera)         | C     | Michael Akoto          |
| 29 | Danimarca (bandiera)        | D     | Frederik Brandhof      |
| 30 | Danimarca (bandiera)        | C     | Mathias Sauer          |
| 31 | Danimarca (bandiera)        | C     | Tobias Bech            |
| 32 | Danimarca (bandiera)        | P     | Jonathan Hutters       |
| 40 | Danimarca (bandiera)        | D     | Mikkel Kristensen      |
| 45 | Irlanda del Nord (bandiera) | P     | Bailey Peacock-Farrell |

### Stagioni passate
- 1955-1956
- 1956-1957
- 2013-2014